# Santa Maria della Spineta
Die Kirche Santa Maria della Spineta (auch Santa Maria Assunta della Spineta oder Convento della Spineta genannt) ist eine Kirche mit Konvent im Gemeindegebiet von Fratta Todina (Provinz Perugia, Umbrien, Italien), die der Mariä Aufnahme in den Himmel geweiht ist.

## Beschreibung und Geschichte

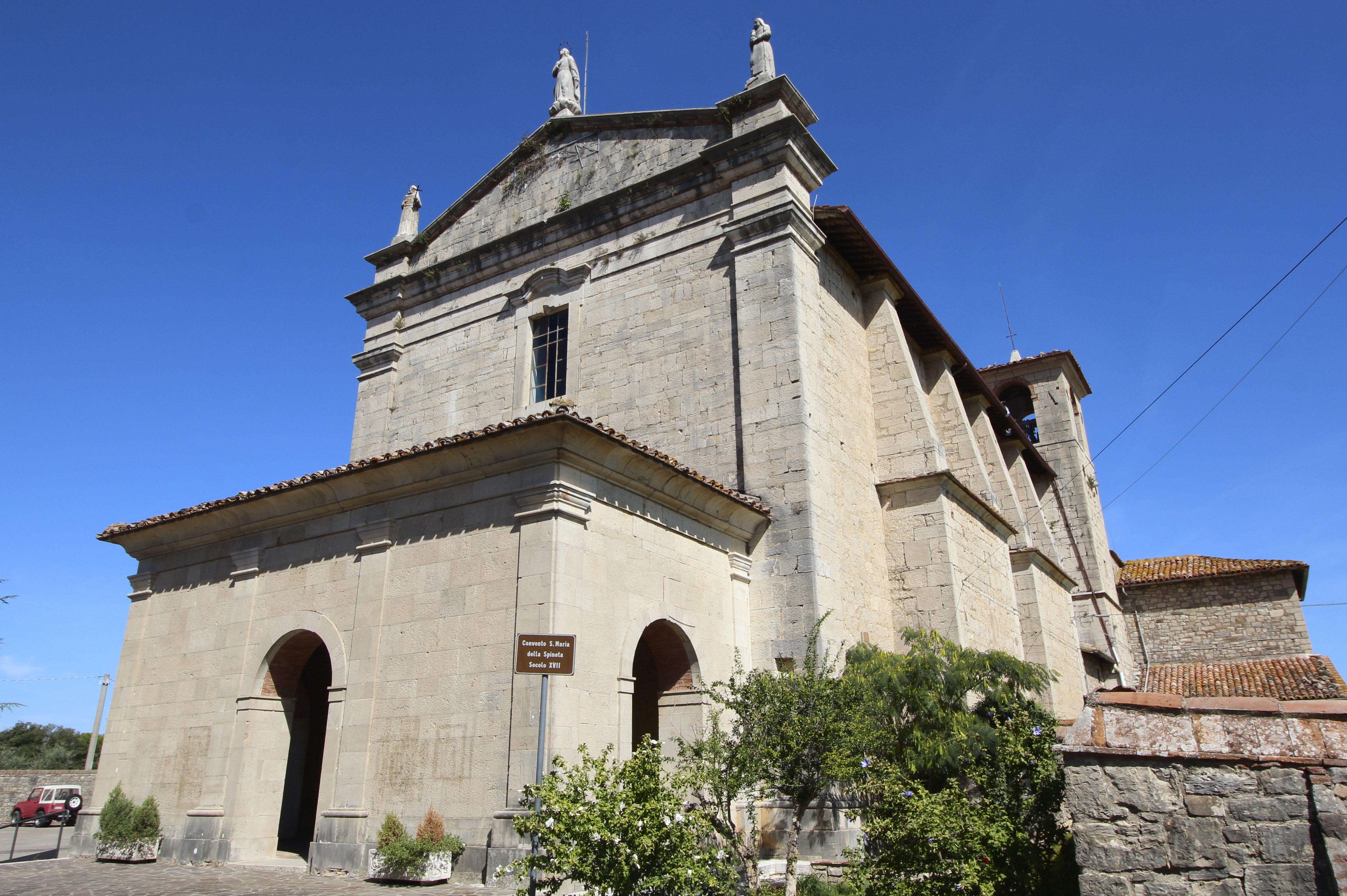
Ansicht von Süden

Die Kirche liegt etwa 2,5 Kilometer westlich von Fratta Todina in der Località Spineta an der Straße nach Collelungo (Ortsteil von San Venanzo). Sie gehört zum Bistum Orvieto-Todi.
Das Bauwerk entstand im 11. Jahrhundert und wurde erstmals am 5. Juni 1291 in einem Schriftstück von Papst Nikolaus IV. erwähnt, der in diesem der Erweiterung des Gebäudekomplexes zustimmte. Es gehörte zu den ersten elf Orten, die Papst Gregor XI. am 28. Juli 1373 der neu entstandenen Observanzbewegung um Paolo di Vagnozzo da Foligno (auch Paoluccio Trinci) zusprach.
Der heutige Kirchenbau entstand zwischen 1724 und 1737 im Stil des Klassizismus und wurde am 25. August 1737 von Ludovico Anselmo Gualterio, dem damaligen Bischof von Todi, geweiht. Der zweistöckige Chor hinter dem Altarraum entstand 1765.
Bis 1927 diente Spineta als Noviziat.

## Innenraum
Im Inneren der Kirche befindet sich eine Kopie des Tafelgemäldes Natività, im Original 1550 von Giovanni di Pietro, Lo Spagna genannt. Urheber der Kopie ist Vincenzo Camuccini. Das Original befindet sich heute in den Vatikanischen Museen und wurde 1811 von Napoleonischen Truppen entnommen, um über Rom nach Frankreich gebracht zu werden. Nach dem Ende der Napoleonischen Besatzung 1814 verblieb das Bild trotz der Forderungen aus Fratta Todina in Rom. Daraufhin wurde eine Kopie erstellt, die am 1. Mai 1867 ebenfalls aus Spineta entfernt und ins Rathaus von Todi gebracht wurde. Erst der damalige Bürgermeister von Fratta Todina, Luigi Pascocci Gambogi, konnte die Gemäldekopie am 16. Juli 1871 nach Spineta zurückführen.